# Becedillas (kommun)
Becedillas är en kommun i Spanien.  Den ligger i provinsen Ávila i den autonoma regionen Kastilien och León i centrala delen av landet, 140 km väster om huvudstaden Madrid. Antalet invånare är 69 (2024).